# Zénobe Gramme (Schiff)
Die Zénobe Gramme (A 958) ist eine 1961 gebaute und unter belgischer Flagge fahrende gaffelgetakelte Ketsch mit Heimathafen Zeebrugge. Sie ist zugleich das Segelschulschiff der königlich belgischen Marine und trägt die Kennung A 958. Benannt ist es nach dem belgischen Wissenschaftler Zénobe Théophile Gramme (1826–1901).

## Bau und technische Daten
Das Schiff wurde am 7. Oktober 1960 auf der früheren Werft J. Boel & Fils in Temse für die belgische Marine auf Kiel gelegt. Der Stapellauf erfolgte am 23. Oktober 1961, die Auslieferung an die Marine am 27. Dezember 1961. Das Schiff ist über alles 28,14 Meter lang, 6,85 Meter breit, 2,80 Meter tief und verdrängt 136 Tonnen. Unter Segeln erreicht sie eine Geschwindigkeit von 9 Knoten, unter Motor – einem Sechszylinder-Diesel mit 230 PS – 8 Knoten. Die Besatzung besteht aus einem Offizier und fünf Mannschaften sowie elf Kadetten.

## Geschichte
Nach der Indienststellung 1961 nutzte die belgische Marine die Zénobe Gramme zunächst als ozeanographisches Forschungsschiff. Dabei wurden insbesondere Arbeiten im Bereich der Hydroakustik und Strömungsmessungen durchgeführt sowie weitere maritime Phänomene untersucht.
Seit 1970 ist sie das Segelschulschiff der belgischen Marine. Auf ihr wird der seemännische Offiziersnachwuchs aus- und weitergebildet. Zur Besatzung gehören bei dieser Aufgabe neben zwei Offizieren und fünf Mannschaften noch elf Kadetten. Gleichzeitig nutzt die belgische Marine das Schiff für repräsentative Aufgaben. 
Das Schiff nimmt regelmäßig an Veranstaltungen für Großsegler teil, wie zum Beispiel die Cutty Sark Tall Ship Race. Im Jahr 1976 erreichte die Zénobe Gramme den ersten Platz in diesem Rennen.